# WinChip
 (janvier 2018).
Si vous disposez d'ouvrages ou d'articles de référence ou si vous connaissez des sites web de qualité traitant du thème abordé ici, merci de compléter l'article en donnant les références utiles à sa vérifiabilité et en les liant à la section « Notes et références ».

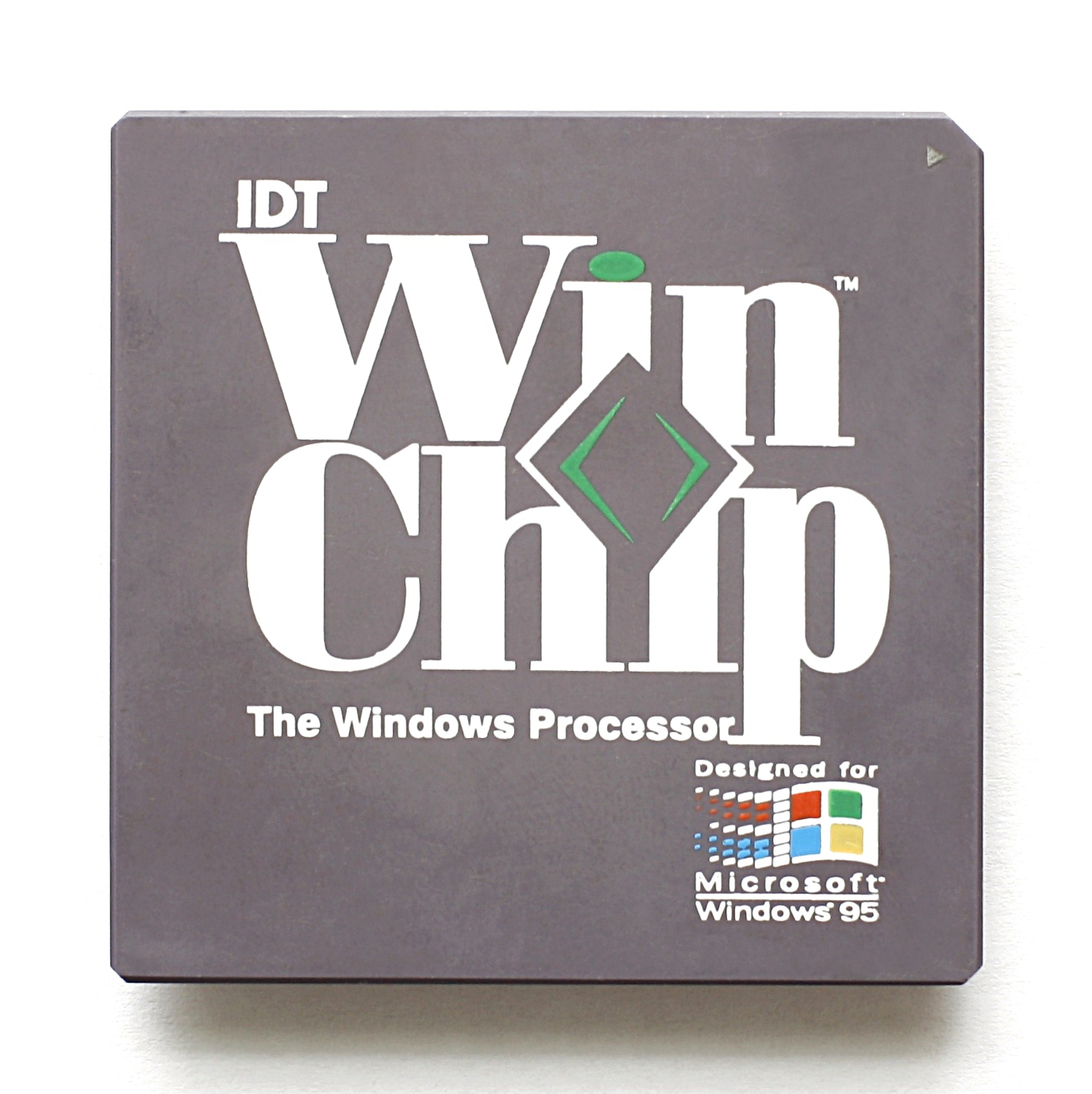

La série WinChip était un processeur x86 basse consommation basé sur Socket 7 conçu par Centaur Technology (en) et commercialisé par sa société mère IDT (en). 
Il a été produit de 1997 à 1999